# Колізей імені Арквеліо Торреса Раміреса
Колізей імені Арквеліо Торреса Раміреса — баскетбольна арена в м. Сан-Хуан у Пуерто-Рико, названа на честь Торреса Раміреса — колишнього гравця «Атлетікос де Сан-Херман». Вона вміщує 5000 глядачів, і була реконструйована у 2010 році в рамках підготовки до Ігор Центральної Америки і Карибського басейну. Домашня арена команди «Атлетікос де Сан-Херман».